# Jüdischer Friedhof (Třebívlice)

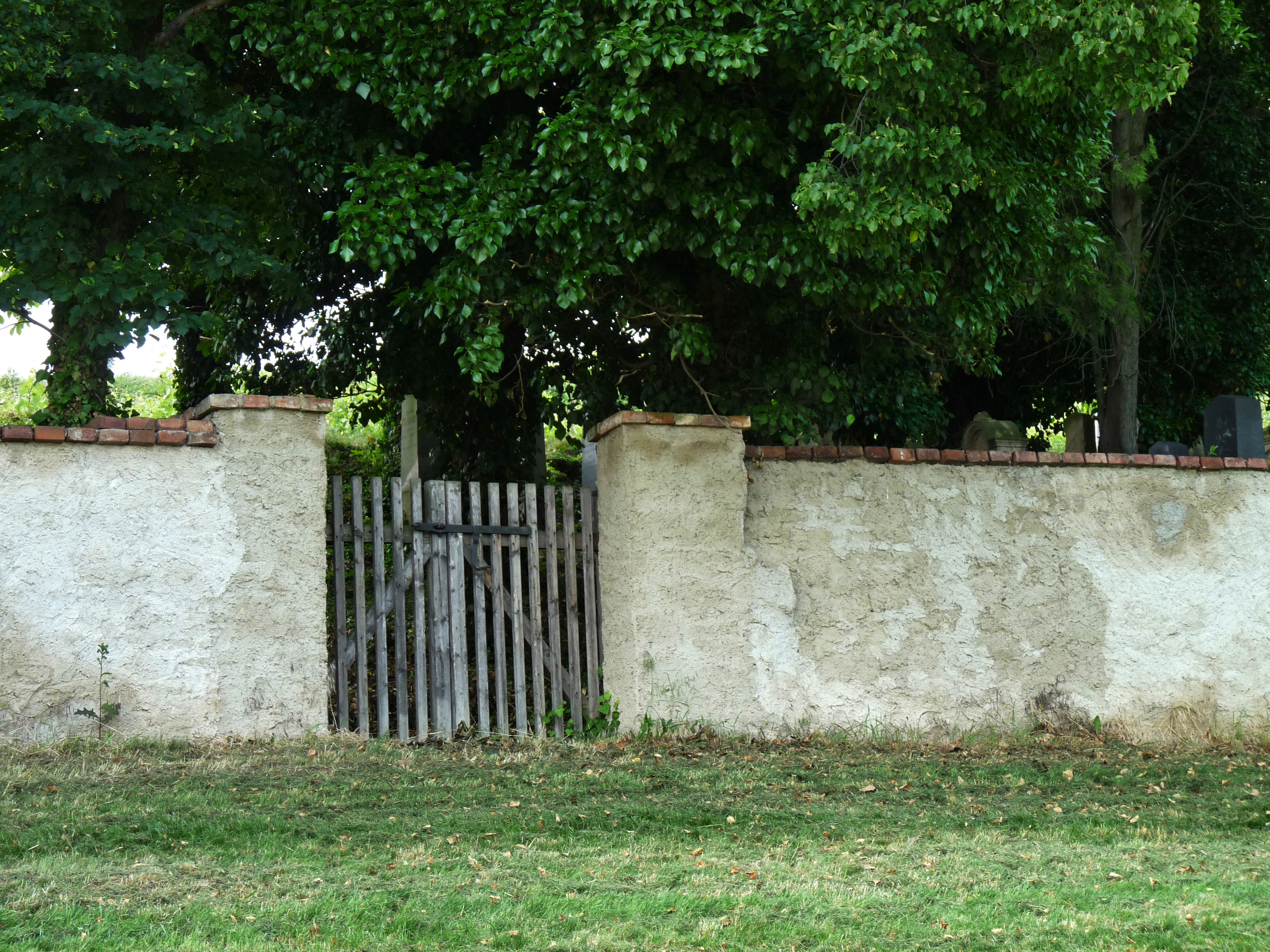
Eingang zum Friedhofs

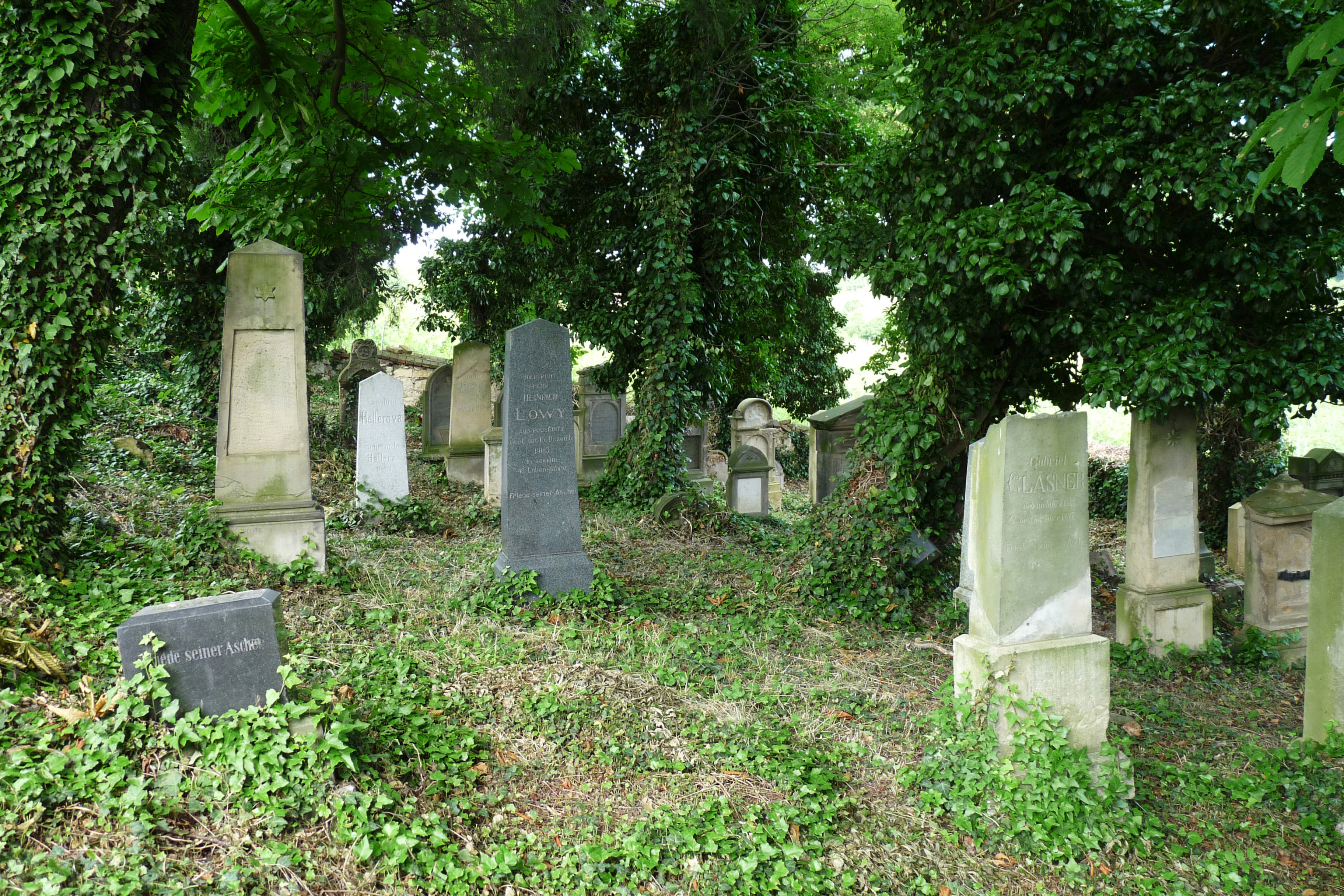
Grabsteine

Der Jüdische Friedhof in Třebívlice (deutsch Trieblitz, Trziblitz, auch Triblitz), einer Gemeinde im Okres Litoměřice in Tschechien, wurde 1867 angelegt. Der jüdische Friedhof befindet sich 1,2 Kilometer außerhalb des Ortes.